# Tony Djim
Tony De Beatidi Djim (sinh ngày 13 tháng 1 năm 1997), hay đơn giản Tony Djim là một cầu thủ bóng đá người Bỉ thi đấu cho Porto B ở Giải bóng đá hạng nhất quốc gia Bồ Đào Nha ở vị trí tiền đạo.